# Châteaugiron
Châteaugiron é uma comuna francesa na região administrativa da Bretanha, no departamento Ille-et-Vilaine. Estende-se por uma área de 8,7 km². Em 2010 a comuna tinha 10 384 habitantes (densidade: 1 193,6 hab./km²).
Em 1 de janeiro de 2017, as antigas comunas de Saint-Aubin-du-Pavail e Ossé foram incorporadas a Châteaugiron.